# Łazienki Zofia

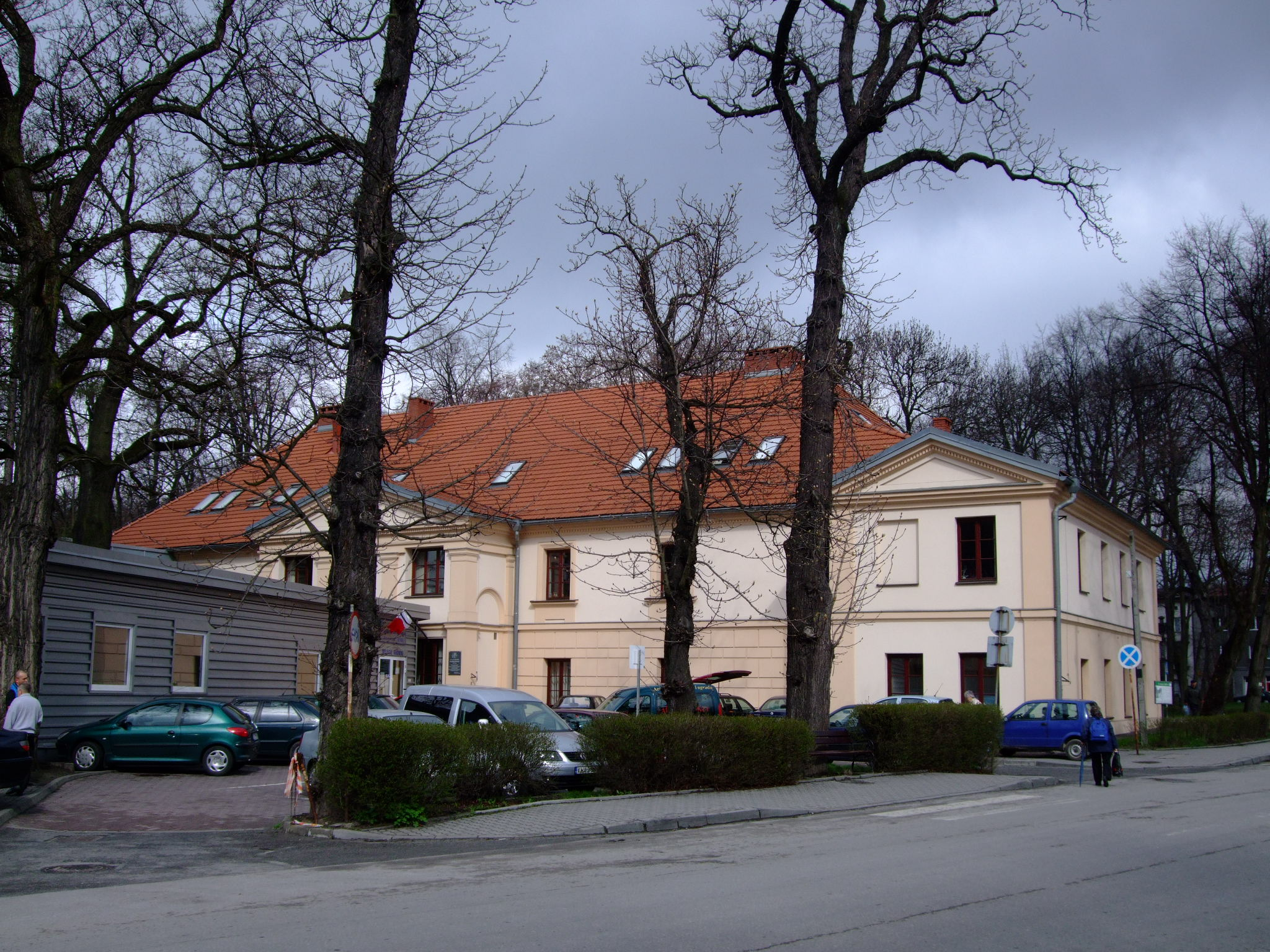
Widok od strony południowej

Łazienki Zofia – późnoklasycystyczny budynek zdrojowy w Krzeszowicach, ufundowany ok. 1819 przez Zofię Potocką z Branickich. 
W latach 1875–1876 budynek został gruntownie przebudowany i zmodernizowany, tymi pracami kierował Józef Dietl. Wtedy to budynkowi nadano imię fundatorki. Modernizacji łazienek dokonano też w 1923. W latach 1966–1968 przeprowadzono prace adaptacyjne w budynku i częściowo rozbudowano ośrodek. W 1970 ówczesny Górniczy Ośrodek Rehabilitacyjny Narządów Ruchu przyjął pierwszych pacjentów w budynku. Na przełomie lat 70. i 80. XX w. łazienki zostały ponownie rozbudowano w kierunku południowym, a na początku XXI w. w kierunku zachodnim. W 2007 wybudowano tzw. przełączkę, która zasłoniła zabytkową fasadę budynku. Obecnie w łazienkach działa Ośrodek Rehabilitacji Narządu Ruchu "Krzeszowice" z 170 łóżkami szpitalnymi. Na południe od budynku położony jest park zdrojowy. 
Budynek został wpisany do rejestru zabytków nieruchomych województwa małopolskiego.